# Saint-Martin-de-Valamas
Saint-Martin-de-Valamas è un comune francese di 1 289 abitanti situato nel dipartimento dell'Ardèche della regione dell'Alvernia-Rodano-Alpi.

## Società

### Evoluzione demografica
Abitanti censiti